# Sot dels Til·lers
El Sot dels Til·lers és un sot del terme municipal de Castellcir, a la comarca del Moianès.
Baixa del començament de la serra de la Barraca, encaixonat entre aquesta serra i la de Montserrat al nord de la zona central del terme, al nord del Mas Montserrat. El Sot dels Ti·lers acull el Xaragall dels Til·lers. És al sud-oest del Pampero i al nord-est del Fornot del Verdeguer. Per damunt del seu extrem oriental discorre el Camí de Santa Coloma Sasserra.
Es tracta d'un topònim romànic modern de caràcter descriptiu, generat ja en català; és un sot amb gran abundor de til·lers.